# أوسماني غارسيا
أوسماني «لا فوز» غارسيا غونزاليز كاتس ( من مواليد 22 مايو 1981 في غواناباكوا) هو مغني ومغني راب كوبي.

## روابط خارجية
- موقع الويب عثمان جارسيا
- الملف الشخصي لـ Osmani Garcia's suenacubano.com
- الملف الشخصي على فيسبوك The Osmani Garcia
- ميوزيكا نويفا دي عثماني جارسيا